# Aequatorium repandum
Aequatorium repandum là một loài thực vật có hoa trong họ Cúc. Loài này được (Wedd.) C.Jeffrey mô tả khoa học đầu tiên năm 1992.